# جابرييل هاوتشي
جابرييل هاوتشي (بالإسبانية: Gabriel Hauche)‏ (27 نوفمبر 1986 ببوينس آيرس في الأرجنتين - ) هو لاعب كرة قدم أرجنتيني في مركز الهجوم. شارك مع منتخب الأرجنتين لكرة القدم. أما مع النوادي، فقد لعب مع أرجنتينوس جونيورز وكييفو فيرونا ونادي تولوكا ونادي تيخوانا ونادي راسينغ وClub Atlético Temperley ‏.

## روابط خارجية
- جابرييل هاوتشي على موقع قاعدة بيانات كرة القدم.إي يو (الإنجليزية)
- جابرييل هاوتشي على موقع ناشيونال فوتبول تيمز (الإنجليزية)
- جابرييل هاوتشي على موقع Soccerway.com (الإنجليزية)
- جابرييل هاوتشي على موقع AS.com (الإسبانية)